# ونچیس
ونچیس (به فرانسوی: Vançais) یک کمون در فرانسه است که در Canton of Lezay واقع شده‌است.

## خصوصیات
ونچیس ۱۶٫۹۹ کیلومترمربع مساحت و ۲۶۴ نفر جمعیت دارد و ۱۲۷ متر بالاتر از سطح دریا واقع شده‌است.